# Jordi Sanç
Jordi Sanç (? - 1525) fou canonge de Barcelona i va ser nomenat president de la Generalitat el 22 de juliol de 1509 i ocupà el càrrec fins al 1512.
Era fill d'Arnau Sanç, castlà del Castell Nou de Nàpols amb Alfons el Magnànim, i de Maria de Mendoza.
Persona culta, és reconegut pels seus coneixements de cosmografia i astronomia que el varen fer participar en el grup d'experts, dirigit per Jaume Ferrer de Blanes, que havia de fixar la ubicació de la línia marítima divisoria entre les demarcacions oceàniques d'Espanya i Portugal fixades al Tractat de Tordesillas. També es coneix que havia finançat la impressió de llibres.
Durant el seu mandat preocupà especialment el creixement del bandolerisme i la devallada de l'activitat comercial, en part provocada per la retirada de mesures proteccionistes a l'exportació tèxtil a Nàpols, afavorint altres productors, com els francesos.
Se celebraren les Corts de Montsó (1510) i les de 1512, on es tractaren principalment aspectes referits a les finances, el control del frau i la difícil situació de la draperia a Catalunya que s'estava desplaçant a altres indrets de França i Gascunya amb el consegüent impacte en la població que migrava i, especialment, en els ingressos de la Generalitat.
Jordi Sanç morí a començaments de 1525, possiblement a Barcelona, i va demanar ser enterrat al monestir dels frares de Santa Caterina.